# Шитиков, Василий Алексеевич
Васи́лий Алексе́евич Ши́тиков (2 мая 1955, Курск, СССР — 1 октября 2021) — советский футболист, защитник и полузащитник.

## Карьера
С 1972 по 1973 год выступал за курский «Авангард», называвшийся в те годы в том числе «Трудовыми Резервами», в сезоне 1973 года в 15 матчах забил 2 гола. Затем пошёл в армию, благодаря чему оказался в московском ЦСКА, в составе которого дебютировал в Высшей лиге СССР, где провёл 1 встречу в сезоне 1975 года. После окончания службы получил приглашение в московский «Спартак», однако на предсезонных сборах получил травму, из-за чего в итоге покинул команду, так и не сыграв ни одного официального матча. Вернувшись в родной Курск, сыграл 15 матчей и забил 1 мяч за «Авангард» в сезоне 1976 года, благодаря чему получил приглашение в сборную РСФСР.
В том же году перешёл в «Кубань», после того как его приметили селекционеры клуба во время матча с «Авангардом». В составе «жёлто-зелёных» играл до 1978 года, проведя за это время 47 встреч и забив 2 гола. В сезоне 1979 года выступал за «Актюбинец». С 1980 по 1985 год снова защищал цвета «Кубани», в 137 матчах забил 6 мячей. Сезон 1986 год провёл в орджоникидзевском «Спартаке», в 30 встречах отметился 3 голами.
С 1987 по 1988 год опять играл за «Кубань», в 67 матчах забил 3 мяча и стал в 1987 году чемпионом РСФСР. В 1989 году провёл сезон в джизакском «Ешлике», принял участие в 1 поединке команды. С 1990 по 1991 год снова выступал за «Кубань», в 31 встрече забил 3 гола. Всего за время карьеры в составе «жёлто-зелёных» провёл 282 матча и забил 14 мячей в чемпионатах и первенстве СССР, и ещё 17 встреч сыграл в Кубке.

## Достижения
- Чемпион РСФСР: 1987

## После карьеры
После завершения карьеры игрока работал тренером с 1998 года, сначала руководил городской командой Кореновска, а затем возглавил любительскую команду краснодарского отделения ЦБР.